# Allée Rose-Dieng-Kuntz
L'allée Rose-Dieng-Kuntz est une voie située dans le 19e arrondissement de Paris, en France.

## Situation et accès
Cette allée est située entre la rue d'Aubervilliers et le parvis Rosa-Parks.

## Origine du nom
La voie porte le nom de Rose Dieng-Kuntz (1956-2008), scientifique sénégalaise spécialiste en intelligence artificielle.

## Historique
Par délibération du 8 juin 2023, la voie EU/19 prend la dénomination de « allée Rose Dieng-Kuntz ».